# Auchy-la-Montagne
Auchy-la-Montagne település Franciaországban, Oise megyében. Lakosainak száma 561 fő (2022. január 1.). Auchy-la-Montagne Francastel, Luchy és Rotangy községekkel határos.

## Népesség
A település népességének változása:
| Lakosok száma | 540  | 564  | 588  | 592  | 590  | 585  | 577  | 569  | 561  |
|               | 2013 | 2015 | 2016 | 2017 | 2018 | 2019 | 2020 | 2021 | 2022 |